# Sostratos z Knidos

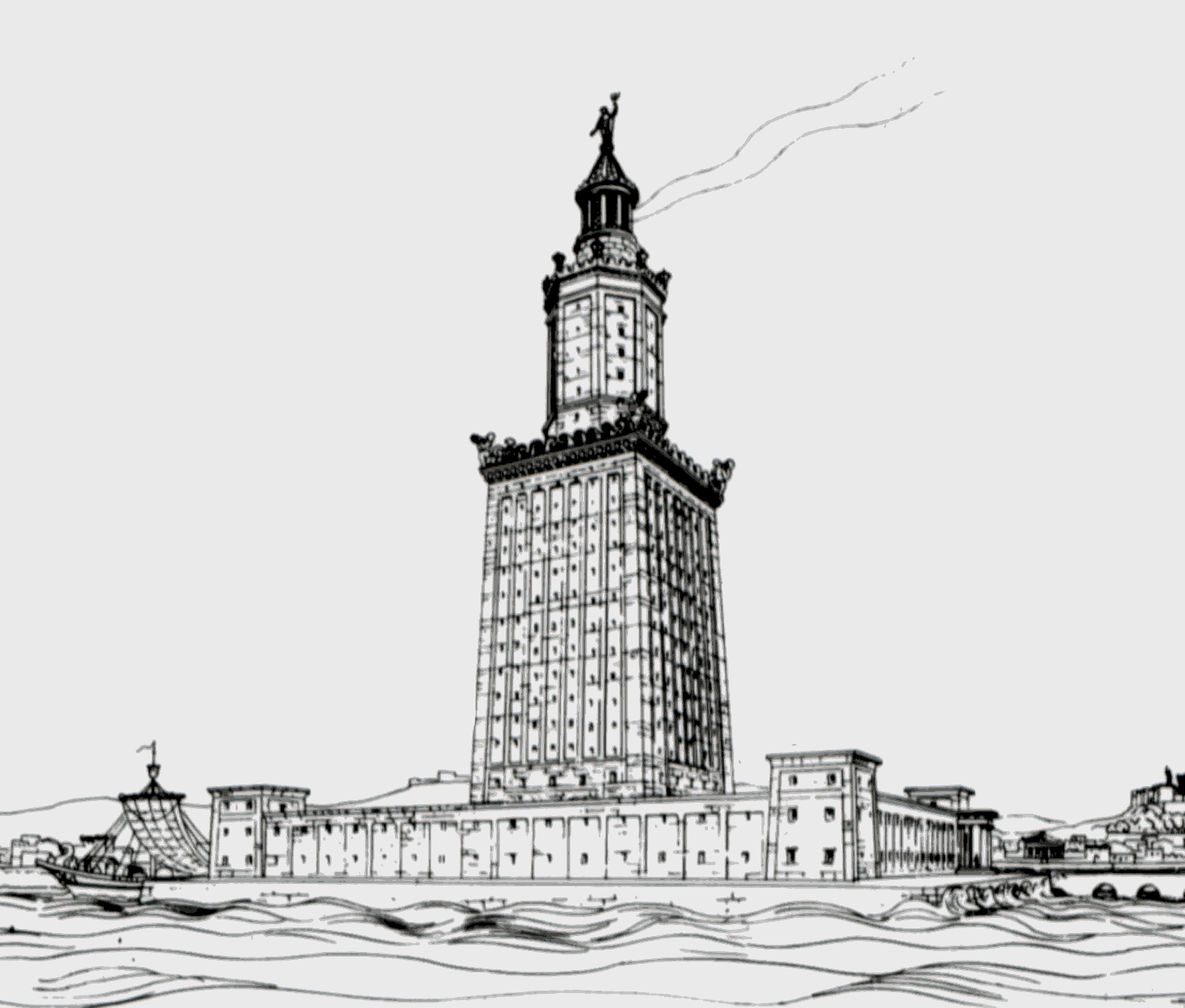
Rekonstrukcja latarni morskiej na Faros (prof. H. Thiersch, 1909)

Sostratos z Knidos (l połowa III wieku p.n.e.) – architekt, konstruktor i dyplomata grecki, syn Deksifanesa.

## Życiorys
Działał na dworze Ptolemeusza II Filadelfosa. Był bliskim współpracownikiem i doradcą króla oraz zręcznym dyplomatą.
Najsławniejszym dziełem Sostratosa, a zarazem szczytowym osiągnięciem techniki hellenistycznej, była latarnia morska na wyspie Faros w Aleksandrii, uważana za jeden z siedmiu cudów świata starożytnego, która otwarta została na przełomie 280/279 p.n.e. Za to zlecenie Sostratos otrzymał od króla olbrzymie jak na ówczesne czasy wynagrodzenie w wysokości 800 talentów.
Inne budowle, których miał być autorem, to „wiszące” portyki w Knidos oraz niektóre konstrukcje w Delfach. Miał też pomóc przy zdobyciu Memfis, nadzorując wielkie prace inżynieryjne, które zmieniły bieg Nilu. Sostratos uchodzi również za inicjatora nowej formy stoa, dwukondygnacyjnej, stanowiącej w miastach hellenistycznych podstawowy element rozwiązań przestrzennych.